# Дорожній контроль
«Дорожній Контроль» (ДК, рос. Дорожный Контроль) — громадська організація та однойменна друкована газета, метою якої є боротьба з правопорушеннями з боку міліції України, що проводиться за допомогою відеофіксації їх правопорушень з подальшим викладенням відеозаписів на відеохостінгу Youtube. Викладені матеріали використовуються як докази протиправних дій міліції при подачі скарг та судових позовів проти порушників, зокрема працівників ДАІ. Особливу увагу проект приділяє висвітленню діяльності спецпідрозділу автоінспеції «Кобра».

## Діяльність
Вебсайт «Дорожнього Контролю» було відкрито у грудні 2008 року. Аби «легалізуватися» і користуватися правами журналістів та у зв'язку з тим, що в Україні не можна зареєструвати інтернет-видання як ЗМІ, у січні 2011 року було зареєстровано друковану газету «Дорожній Контроль».
З січня 2011 року до квітня 2013 року редакція випустила п'ять номерів газети загальним накладом 600 екз. В січні 2012 року була створена громадська організація „Дорожній контроль“.
14 лютого 2012 року роботу сайту було припинено рішенням Деснянського райсуду Києва за позовом інспектора „Кобри“ ДАІ МВС Гетьманцева. Проте вже 16 лютого суд скасував свою ухвалу про тимчасове закриття видання і сайт відновив свою роботу.

Мітинг на підтримку Ростислава Шапошнікова навпроти ГУ МВС Києва (вул. Академіка Богомольця, 10)

24 березня 2012 року на керівника проекту Ростислава Шапошнікова було скоєно напад. Двоє невідомих у дворі його будинку на Троєщині заштовхали його у джип, натягли пакет на голову, вивезли за межі міста, побили та кинули на дорозі. У «Дорожньому контролі» напад пов'язали з професійною діяльністю пана Шапошнікова.
30 березня під стінами МВС відбувся мітинг проти побиття Шапошнікова та за належне розслідування справи за участю понад 200 активістів з різних областей України.
Активісти дорожнього контролю стали активними учасниками Євромайдану, і відносини з силовими структурами вкрай загострилися.

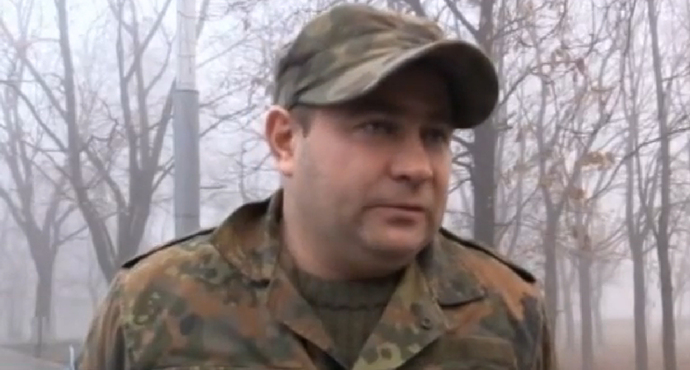
Андрій Дзиндзя

11 грудня 2013 року керівник «Дорожнього контролю» Ростислав Шапошніков через загрозу арешту та небезпеку для власного життя виїхав до Польщі. «Арештували Андрія Дзиндзю, Віктора Смалія, сказали, що буду третім. Арештувати мене не встигли, бо виїхав», — сказав він. Шапошніков наголосив, що не планує повертатися до України не лише через загрозу арешту, але й через загрозу життю. «Якщо не посадять, то вб'ють. Були такі прецеденти. В будь-якому випадку в Україну не можна повертатися», — сказав він.
21 грудня 2013 нападники стріляли в активіста «Дорожнього контролю» Володимира Маралова і спалили його автомобіль, вони мали при собі бойові пістолети ПМ і були професійно підготовлені.